# Englerodendron
Englerodendron é um género botânico pertencente à família Fabaceae.